# Göltzsch
De Göltzsch is een circa 40 kilometer lange zijrivier van de Weiße Elster in het Vogtland, in het zuidwesten van de Duitse deelstaat Saksen.
De naam van de rivier is van Slavische herkomst en wordt teruggevoerd op *golica, dat 'kaal (heide)land' betekent.

## Stroomgebied
De rivier ontspringt in een moerasgebied tussen Muldenberg en Hammerbrücke. De bron ligt in de zogenaamde Göltzschgesprenge. In deze omgeving ligt ook de Rißfälle, de enige waterval in het Vogtland, die louter gevoed wordt door het bronwater van de Göltzsch.
Vanaf de bron wordt de rivier de Witte Göltzsch genoemd. Het water hiervan wordt opgevangen in het stuwmeer van Falkenstein. Hierna vervolgt het zijn weg als de Rode Göltzsch door  Grünbach, Falkenstein/Vogtl., Ellefeld, Auerbach/Vogtl. en Rodewisch. Bij Lengenfeld verandert de stroomrichting van de Göltzsch van noord naar noordwest. Ter hoogte van het dorpje Weißensand doorkruist de A72 het Göltzschdal. Hierna vervolgt de Göltzsch zijn weg langs de voormalige waterkrachtcentrale, de Schotenmühle, richting Mühlwand, in de buurt van Rotschau, een stadsdeel van Reichenbach im Vogtland. Hierna stroomt hij nog door Mylau en langs Netzschkau. Tussen deze steden bevindt zich ook de Göltzschdalbrug. Totdat de Göltzsch uitmondt in de Weiße Elster even ten zuiden van Greiz bepaalt de Göltzsch nog enkele kilometers de loop van de grens tussen de deelstaten Saksen en Thüringen.
- Gemeinsame Normdatei: 4779152-4
- Virtual International Authority File: 234798249